# A Trailer Park Taboo
A Trailer Park Taboo ist ein US-amerikanischer Pornofilm der Regisseurin Joanna Angel.

## Handlung
Der Film ist ein Drama und konzentriert sich auf die Konsequenzen, die eine Entscheidung mit sich bringt. Jack (Small Hands) ist ein Student mit großen Träumen und noch größeren Problemen. Er lebt in einem heruntergekommenen Wohnwagenpark mit seiner zerrütteten Familie: Stiefvater (Tommy Pistol), der immer wieder arbeitslosen Mutter (India Summer) und der besessenen Teenie-Schwester (Kenzie Reeve), mit der er heimlich Sex hatte. Als ihn alles nur nervt, entdeckt Jack in Joanna (Joanna Angel), eine unterstützende Klassenkameradin, eine Chance dem jetzigen Leben zu entkommen.

## Wissenswertes
- Der Film hat u. a. das Thema Inzest zum Gegenstand.
- Die Regisseurin und Produzentin Bree Mills ist in einer non-Sex Rolle zu sehen.
- Im echten Leben sind Joanna Angel und Small Hands verheiratet.

## Auszeichnungen
- 2019: XRCO Award – Winner: All in the Family Theme
- 2019: XBIZ Award – Winner: Best Sex Scene – Feature Movie, Kenzie Reeves, Small Hands
- 2020: AVN Award – Winner: Best Supporting Actress, Joanna Angel